# JTB九州

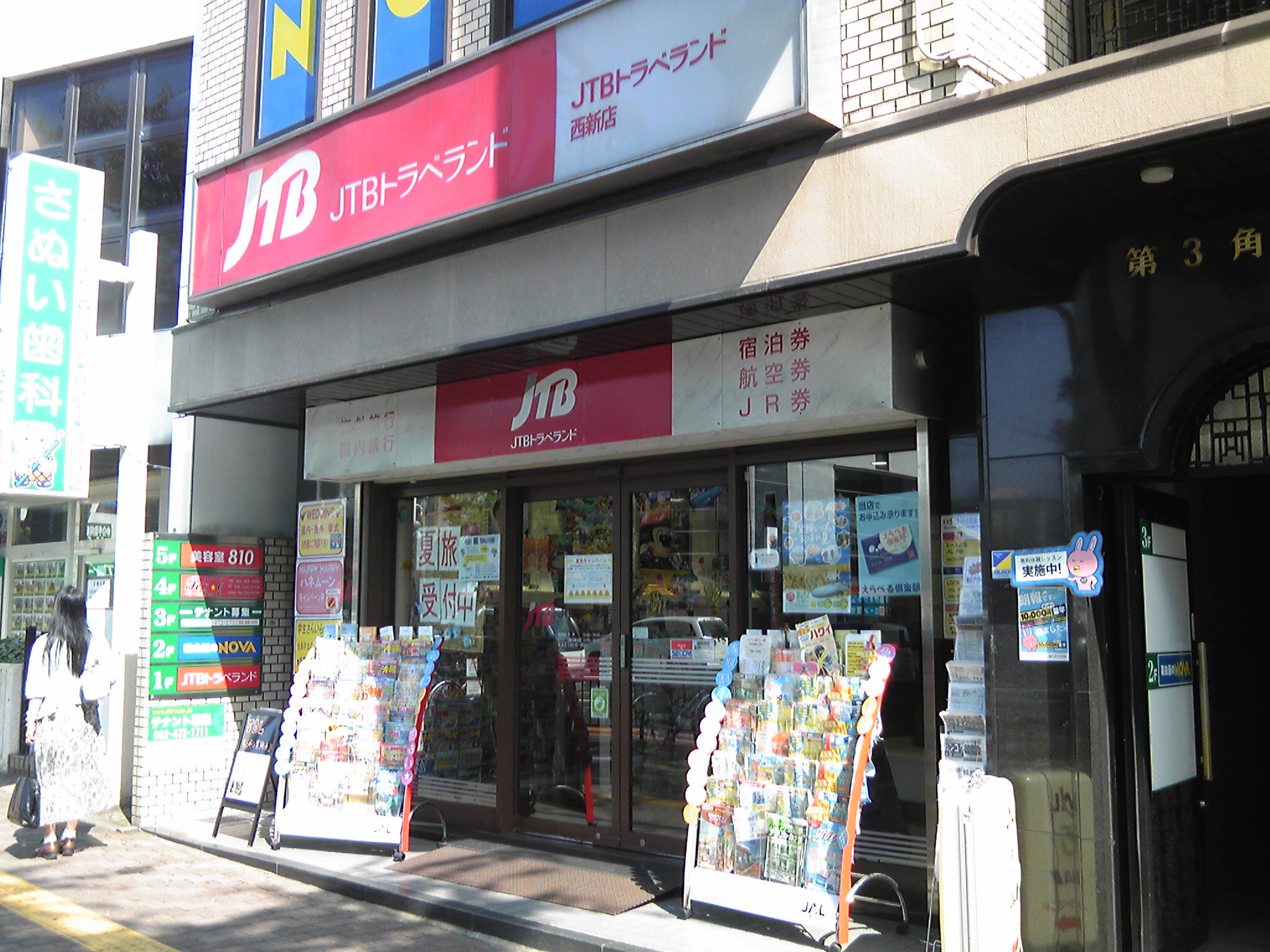
JTB九州トラベランド西新店（福岡市早良区）
2011年4月より当社が運営している。

株式会社JTB九州（ジェイティービーきゅうしゅう、JTB KYUSHU Corp.）は、福岡県福岡市中央区に本社を置いていた日本の旅行会社で、JTBグループの一社。

## 概要
JTB本体が持株会社に移行するにあたり九州地区の事業の受け皿として設立した会社である。JTBの完全子会社で、JTBグループの九州地方7県の支店を所管とする。2011年4月にはJTBトラベランドの九州地区の店舗も譲り受けている。
九州を基点とした旅行事業を主としており、店頭での個人向け販売から、グループ・法人・組織・公務・宗教・教育旅行・インバウンド・提携販売・メディア販売・電話販売・インターネット販売等まで行う総合旅行会社である。また旅行代理店業のほかにも、九州における諸事業（地域活性化・商事・セールスプロモーション・イベントコンベンション等）も行っている。
2018年4月、JTBに吸収合併され解散した。

## 沿革
- 2005年（平成17年）8月17日 - 会社設立。
- 2011年（平成23年）4月1日 - JTBトラベランドから九州地区の店舗が移管される。
- 2018年（平成30年）4月 - 株式会社JTBに吸収合併され解散。

## 支店
北九州・飯塚・福岡・久留米・大牟田・佐賀・長崎・佐世保・熊本・大分・鹿児島・宮崎のJTB九州各支店を基本としている。